# 馬修·喬治·伊斯頓
馬修·喬治·伊斯頓（Matthew George Easton，1823年6月3日—1894年2月27日）是一位苏格兰圣经学者。
他最著名的作品是《伊斯頓聖經辭典》，在他去世三年后出版。他还将弗朗茨·德利茨（Franz Delitzsch）的两篇评论译成英文。
他就读于格拉斯哥大学 ，在格文（Girvan）担任苏格兰改革长老会的牧师。